# Rumex angiocarpus
Rumex angiocarpus är en slideväxtart som beskrevs av Svante Samuel Murbeck. Rumex angiocarpus ingår i släktet skräppor, och familjen slideväxter. Inga underarter finns listade i Catalogue of Life.